# 독일 음반 산업 협회
독일 음반 산업 협회(독일어: Bundesverband Musikindustrie, BVMI, 영어: Federal Music Industry Association)는 독일의 대형 레코드 협회이다. 음악 산업의 90%를 차지하는 약 280개의 레이블과 음악 산업 관련 기업의 관심사를 대표한다.
독일 음반 산업 협회는 영국 런던에 위치한 국제 음반 산업 협회(IFPI)의 회원이다. IFPI는 70개 국가의 음악 협회로 구성되어 있다.

## 인증 상
BVMI는 기록 인증을 위해 다음의 패턴을 따른다.
- 1 x 골드
- 1 x 플래티넘
- 3 x 골드
- 2 x 플래티넘
- 5 x 골드
- 3 x 플래티넘 등.[4]

## 같이 보기
- 독일에서 가장 많이 팔린 음반 목록